# Discesa agli Inferi (Pietro Lorenzetti)
La Discesa agli Inferi è un affresco di Pietro Lorenzetti, facente parte delle Storie della Passione di Cristo nel transetto sinistro della basilica inferiore di San Francesco ad Assisi. Il ciclo è databile al 1310-1319 circa.

## Descrizione e stile
La scena, simmetrica alla Resurrezione, ha l'insolita forma della semilunetta scavata dalla presenza dell'arcone della cappella di San Giovanni Battista. L'artista risolse con disinvoltura l'eccentricità della forma, tagliando le mura della città infernale e la montagna dell'Inferno oltre i bordi dell'affresco, a suggerire uno spazio più grande di quello rappresentato.
Nei tre giorni tra la morte e la resurrezione, Gesù avrebbe visitato l'Inferno per trarvi i giusti e inaugurare il Paradiso. La scena lo mostra mentre con la veste bianca della resurrezione calpesta un diavolo e si curva (assecondando la forma della lunetta) per stringere la mano al primo degli eletti che con un piede ha già travalicato la porta degli Inferi: si tratta di un vecchio con una lunga barba grigia, probabilmente Adamo. Lo seguono accalcati altri profeti e patriarchi, re e regine.
Nonostante alcune zone più interessanti, l'affresco è ritenuto in parte frutto della collaborazione degli assistenti.